# Alyson Reed
Alyson Reed (* 11. Januar 1958 in Anaheim, Kalifornien) ist eine US-amerikanische Tänzerin und Schauspielerin.

## Leben
Ihre Tätigkeit am Broadway begann Alyson Reed 1978 als Ersatzdarstellerin in Dacin’ , einer Revue von Jules Fisher. Für ihre Darstellung der Sally Bowles in dem Musical Cabaret wurde Reed 1988 für einen Tony Award nominiert. Neben ihrer umfangreichen Theaterkarriere spielte Reed auch Gastrollen in Fernsehserien wie Matlock, Law & Order oder The Agency – Im Fadenkreuz der C.I.A. Unter Regie von Richard Attenborough übernahm sie 1985 in dem Filmdrama A Chorus Line eine größere Rolle als eine einst erfolgreiche Tänzerin, die ein Comeback versucht. Zwischen 2006 und 2008 spielte sie in der dreiteiligen Filmreihe High School Musical die Nebenrolle der strengen Schauspiellehrerin Miss Darbus.

## Filmografie (Auswahl)
- 1985: A Chorus Line
- 1988: Skin Deep – Männer haben’s auch nicht leicht (Skin Deep)
- 1990: Matlock (Fernsehserie, Folge 4x24)
- 1991: D.E.A. – Krieg den Drogen (DEA, Fernsehserie)
- 1995: Manhattan Merengue
- 1996: Kind der Angst (The Secret she carried, Fernsehfilm)
- 1999: Akte X – Die unheimlichen Fälle des FBI (The X-Files, Fernsehserie, Folge 7x06)
- 2005: Numbers – Die Logik des Verbrechens (Numb3rs, Fernsehserie, Folge 1x04)
- 2006: High School Musical (Fernsehfilm)
- 2007: High School Musical 2 (Fernsehfilm)
- 2008: High School Musical 3: Senior Year
- 2012: Desperate Housewives (Fernsehserie, Folgen 8x20–22)
- 2014: Grey’s Anatomy (Fernsehserie, Folge 10x15)
- 2019: Ad Astra – Zu den Sternen (Ad Astra)
- 2020: Navy CIS: L.A. (NCIS: Los Angeles, Fernsehserie, Folge 11×20)
- 2023: High School Musical: Das Musical: Die Serie (Fernsehserie, 3 Episoden)